# 黎巴嫩國家圖書館
黎巴嫩国家图书馆（阿拉伯語：المكتبة الوطنية，法語：Bibliothèque nationale du Liban），位于黎巴嫩首都贝鲁特，是黎巴嫩的国家图书馆。

## 历史
黎巴嫩国家图书馆成立于1921年，当时的收藏品是由菲利普·德·塔拉齐子爵捐赠的两万册书籍和珍贵的手稿、报纸等 。次年，图书馆开始隶属于黎巴嫩教育部管理。1937年，馆舍搬迁至黎巴嫩议会大厦。
黎巴嫩政府在1924年颁布法令，为图书馆配备了8名工作人员。然而，政府没有为图书馆提供合格的图书馆工作人员，也没有明确规定他们应该做什么。
在黎巴嫩内战的背景下，黎巴嫩国家图书馆遭到多次轰炸和洗劫。在许多手稿与图书被烧毁或盗窃后，图书馆于1979年被关闭，幸存的手稿和文件被保存在英国国家档案馆；1982年到1983年间，现代印刷书籍被保存在一座单独的建筑里。1990年代，黎巴嫩国家图书馆因战争名存实亡。
1998年，黎巴嫩古董商协会发表了一份要求在贝鲁特建立黎巴嫩国家图书馆的慷慨激昂的请求。一些表示同情的人支持了这个请求。
次年，欧洲联盟委员会决定派遣一个考察团前往贝鲁特，以协助黎巴嫩政府。在这次访问之后，黎巴嫩首都苏索克博物馆举办了名为“集体记忆”的展览。根据建筑师 Jean-Marc Bonfils 制定的计划，黎巴嫩政府随后决定在桑納耶（Sanayeh）地区的黎巴嫩大学法律系设立国家图书馆。 
国家图书馆新馆址的规划始于1999年。  该图书馆的目标是收藏在黎巴嫩出版的所有书籍（每年约2,000本）以及所有关于黎巴嫩和阿拉伯世界的出版物。该项目还涉及收藏品的修复，估计价值700万美元，其中150万美元由欧洲联盟捐赠，其余部分由其他国家政府和私人捐助者认捐。到2006年，已经恢复了3,000多册藏书。  2006年黎巴嫩战争期间，以色列轰炸贝鲁特港储藏设施附近，这些收藏品再次受到威胁。

## 外部連結
- 黎巴嫩国家图书馆（复兴项目）（页面存档备份，存于）
- 黎巴嫩国家图书馆基金会